# Pendolino
Les trains  Fiat Pendolino, ou depuis 2002 Alstom Avelia Pendolino, sont des rames automotrices pendulaires conçues, mises au point et construites par la société italienne Fiat Ferroviaria (rachetée en 2000 par Alstom et devenue Alstom Ferroviaria), capables de rouler sur des voies normales à des vitesses supérieures de 30 à 35 % par rapport aux autres convois. Le système de pendulation est de type actif car l'inclinaison de la rame est programmée. 

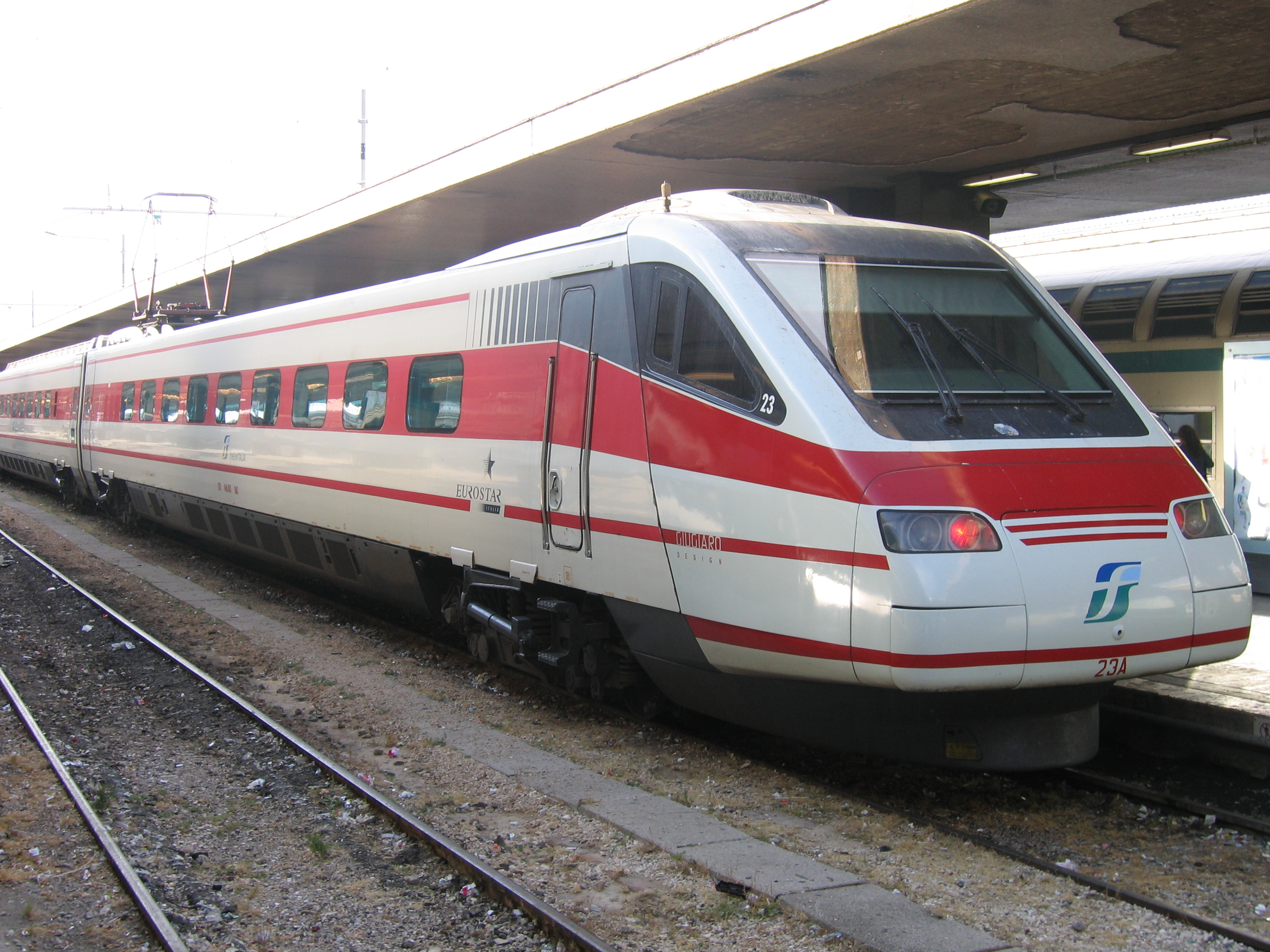
Une rame Pendolino Fiat ETR 460 en gare de Rome.

## Histoire

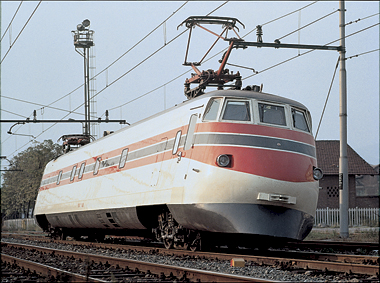
La première automotrice pendulaire Fiat Y 0160 (1970).

Passées les années de reconstruction des réseaux ferrés d'après guerre, durant les années 1960, quasiment toutes les sociétés de chemins de fer en Europe cherchent à augmenter la vitesse de service de leurs trains afin de faire face au développement de la motorisation routière qui, avec la construction des autoroutes (surtout en Italie et en Allemagne) concurrence fortement le transport ferroviaire.
Deux solutions sont envisagées : construire de nouvelles lignes avec des pentes très faibles et moins de courbes ou inventer des matériels capables de s'affranchir des contraintes liées aux voies existantes.
C'est ainsi qu'en Italie, pays très montagneux, il fut décidé de miser sur la conception de nouveau matériel. En effet, la solution de construire de nouvelles voies ferrées, sans être écartée, sera considérée comme irréaliste pour desservir tout le territoire. La société Fiat Ferroviaria se lança dans l'étude de matériel roulant pendulaire qui devait permettre d'optimiser les forces dans les courbes étroites des voies existantes et d'augmenter la vitesse.
D'autres constructeurs de matériel ferroviaire travaillèrent sur cette même idée mais ce fut Fiat Ferroviaria qui, le premier, présenta un prototype d'automotrice pendulaire au tout début de l'année 1969, la FIAT ALn 668.1999. Un second prototype verra le jour en 1970, qui sera le vrai lancement du programme de matériel pendulaire du constructeur italien, l'automotrice FIAT Y 0160 qui préfigurait de manière quasi définitive ce qui allait devenir le succès des années 1990, la rame Pendolino.
Les excellents résultats mis en évidence par l'automotrice Fiat Y 0160 amena les FS - chemins de fer italiens, à commander une rame expérimentale à quatre éléments. Ce sera le prototype FS ETR 400 qui restera unique et sera rebaptisé ETR 401 selon la codification ferrée italienne. L'ETR 401 sera mis en service par les FS en 1974 sur la ligne qui relie Rome à Ancône, sur la côte adriatique, et ira jusqu'à Rimini à partir de 1976.
La RENFE, société des chemins de fer espagnols, commanda également une rame prototype à Fiat Ferroviaria, baptisée Tren Basculante, très similaire à l'ETR 401.
En 1974, lorsque la première rame Pendolino ETR 401 fut mise en service, le projet anglais Advanced passenger train débutait à peine. Il est donc totalement faux de laisser croire que Fiat Ferroviaria aurait repris les études du projet anglais pour concevoir ses propres rames pendulaires.
Fiat Ferroviaria développa ensuite la rame ETR 450, la première véritable rame pendulaire de série qui restera plusieurs années dans l'ombre car les FS ne disposaient pas des ressources financières pour les acquérir (le leasing n'existait encore pas pour ce type de matériel). Ce n'est qu'au début des années 1980 que les FS passèrent commande de 15 rames complètes qui seront mises en service en 1988 sur la ligne Milan-Rome en empruntant la fameuse ligne Direttissima.
La gamme s'enrichit régulièrement avec les :
- ETR 460 aux lignes revues par Italdesign avec un poste de commande uniforme européen. Les 12 moteurs, au lieu des 16 de l'ETR 450, sont maintenant asynchrones triphasés et développent une puissance globale de 6.000 kW en polytension : 3/1,5 kV CC. La capacité totale de la rame est de 480 passagers dans les 8 éléments. La vitesse est volontairement limitée à 250 km/h mais elle peut atteindre 300 km/h.

Les 10 exemplaires construits avec le cahier des charges SNCF pour circuler entre Milan et Lyon sur le parcours français Modane-Lyon, ont dû fonctionner à demi puissance et quasiment sans le système de pendulation. Cela a engendré quelques problèmes[réf. nécessaire]. Les rames sont restées en service jusqu'en 2005 quand les FS ont décidé de les retirer et les utiliser uniquement sur les réseaux italiens et seront rebaptisées ETR 463.
- ETR 470 - Cette version est uniquement destinée à la société italo-suisse Cisalpino

De nombreux pays dans le monde ont acquis des trains Pendolino outre l'Italie : Espagne, Finlande, Pologne, Portugal, République tchèque, Slovénie, Suisse, etc.
Le 5 octobre 2007, les chemins de fer russes et finlandais - respectivement RZD et VR - ont passé commande de 4 rames pour assurer la liaison entre Saint-Pétersbourg en Russie et Helsinki en Finlande, ce qui représente un trajet de 450 km. La livraison des rames a été assurée entre la fin d'année 2009 et le début 2010. La mise en service commerciale est opérationnelle depuis le 12 décembre 2010. Ces rames comportent 7 voitures pour 352 places assises. Cette commande porte à 22 le nombre de rames Pendolino en service en Finlande, où la température en hiver descend sous les −45 °C.
Le 26 novembre 2010, la livraison de quatre rames Pendolino à Virgin Trains à mettre en service sur la ligne Londres-Glasgow permet de porter à 64 le nombre de rames italiennes circulant en Grande-Bretagne.
Cette commande porte à 460 le nombre des rames Pendolino dans 12 pays dans le monde.

## Utilisateurs

### Italie

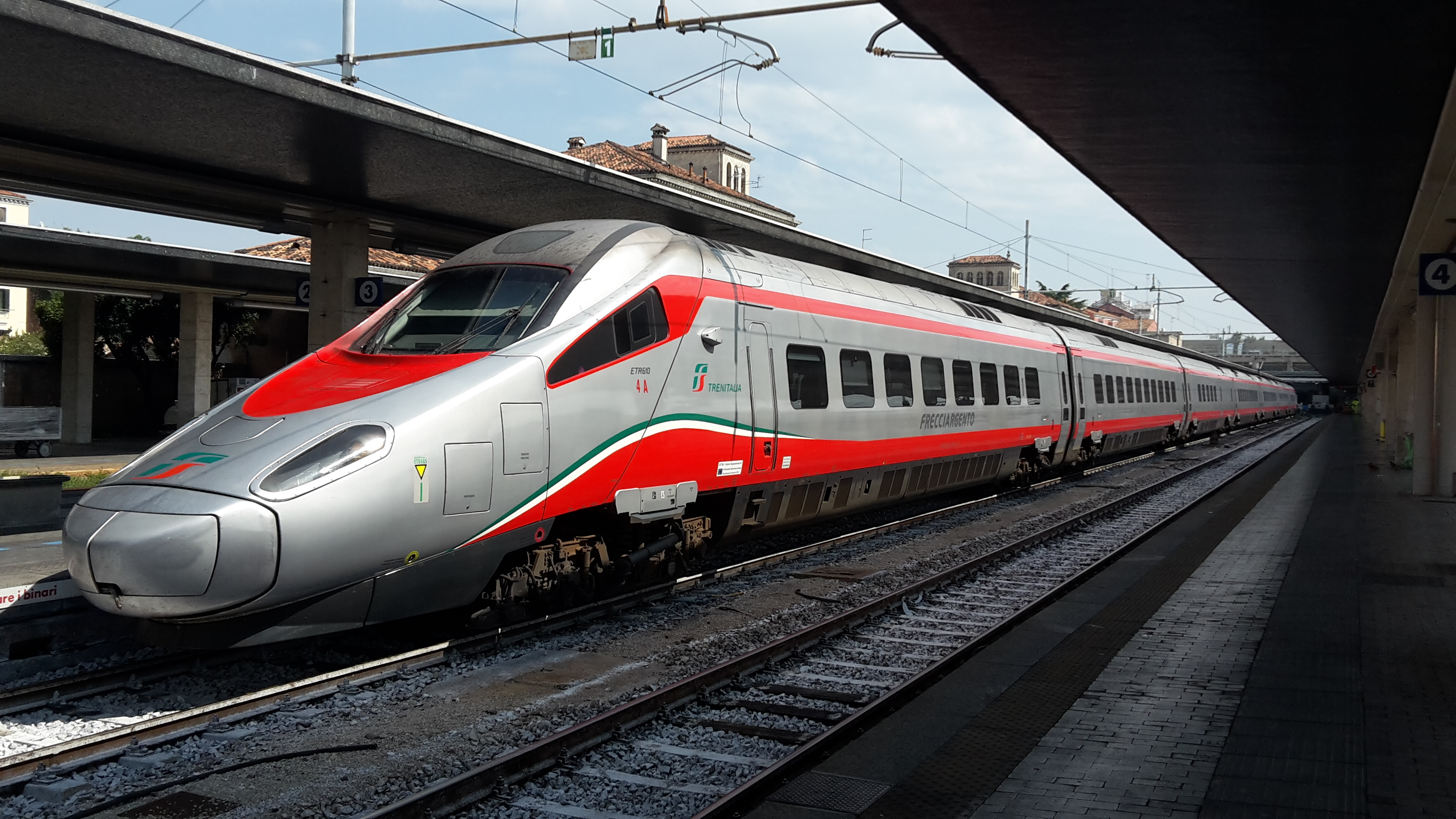
ETR 610 en livrée Frecciargento.

Ce matériel est en service en Italie depuis 1968 mais aussi dans de nombreux pays étrangers dans les différentes versions successives :
- ETR 401 - prototype de 1960 ;
- ETR 450 - 1re version en service uniquement en Italie ;
- ETR 460 - 2e série, polytension, destinée à la liaison Milan - Lyon dans les années 1990, cette même version servit de base aux modèles destinés aux marchés étrangers, allemand et finlandais notamment ;
- ETR 470 - 3e série destinée aux liaisons Cisalpino entre l'Italie, la Suisse et l'Allemagne ;
- ETR 480-485 - 3e série, polytension ;
- ETR 600-610 - 4e série, apte à la grande vitesse ferroviaire ;
- ETR 675 - Pendolino Evo de l'opérateur privé italien Nuovo Trasporto Viaggiatori[1],[2].

### Finlande

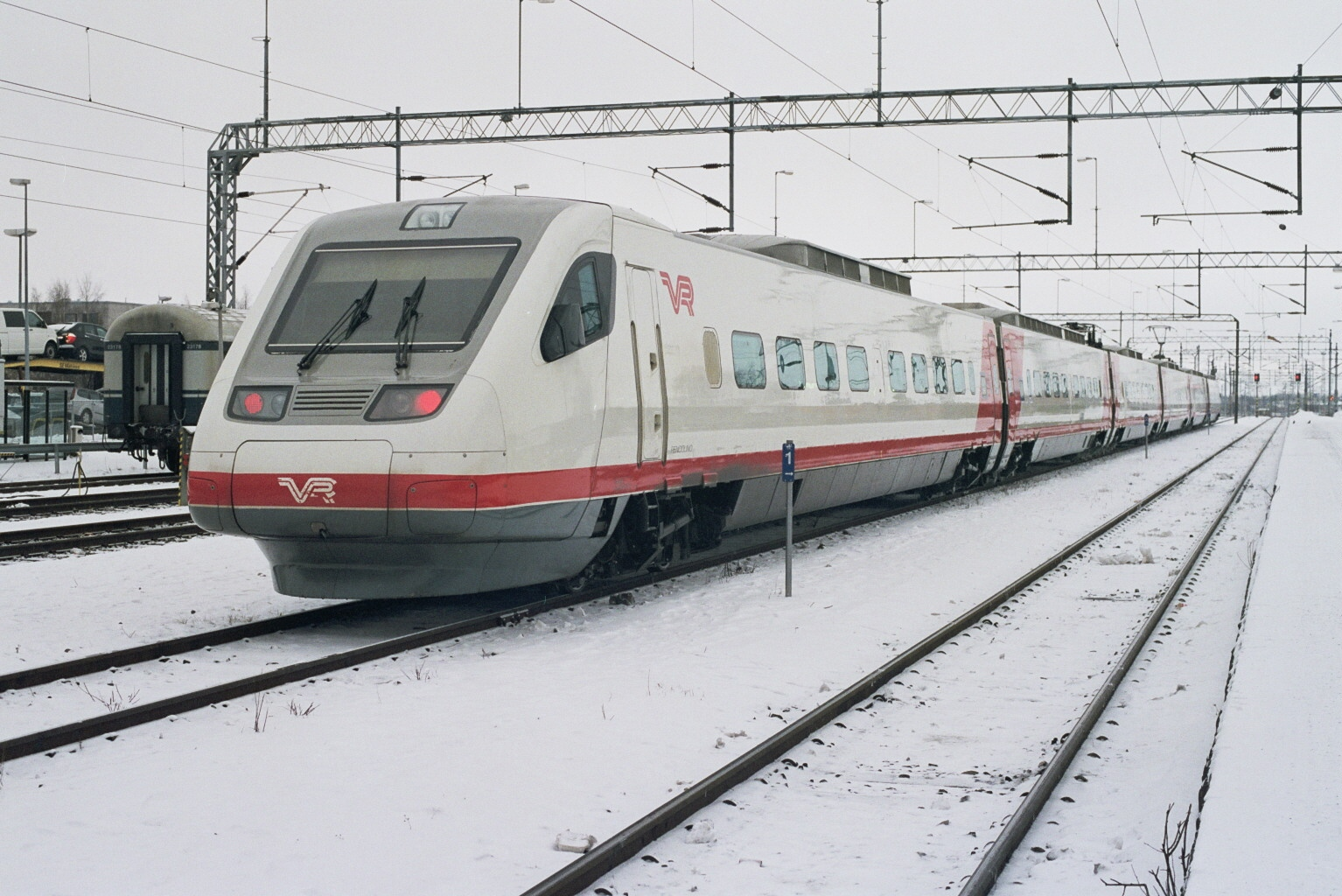
Rame finlandaise Sm3 Pendolino.

Le matériel livré à la Finlande, du type S220, a été mis au point à partir du type Fiat Pendolino ETR 460 des chemins de fer italiens et adapté aux spécifications demandées par les VR, et aux conditions climatiques de la Finlande. Un total de 18 rames a été livré, les deux premières rames ont été fabriquées sous licence Fiatr Ferroviaria par Rautaruukki-Transtech, constructeur finlandais qui fait maintenant partie du groupe espagnol Talgo.
Le Pendolino a été conçu comme une rame automotrice électrique de façon à maintenir le centre de gravité à un niveau très bas, ce qui permet au train de franchir les courbes à une vitesse supérieure de 35 % à celle permise par un train classique (locomotive + voitures remorquées).
Le type S220, comme le Fiat ETR 460, constitue la troisième génération du Pendolino, en service en Italie depuis 1988. L'équipement électrique d'une puissance continue de 4000 kW, comprend un hacheur/convertisseur GTO et des moteurs asynchrones. Le système de pendulation active, logé entièrement sous les caisses, a permis de réorganiser l'agencement intérieur des voitures. L'attelage entre caisses est extrêmement simple et facilite les opérations d'entretien.
Les rames destinées aux VR (chemins de fer finlandais) comprennent six caisses en deux éléments, chaque élément comprenant deux motrices équipées d'un convertisseur-inverseur 4QC avec quatre moteurs de traction (un par bogie), plus une remorque dotée d'un équipement à haute tension (25 kV, 50 Hz) et d'un transformateur de traction. Les voitures d'extrémités comportent une cabine de conduite au profil aérodynamique ; l'une des remorques est équipée d'un bar.

### Royaume-Uni

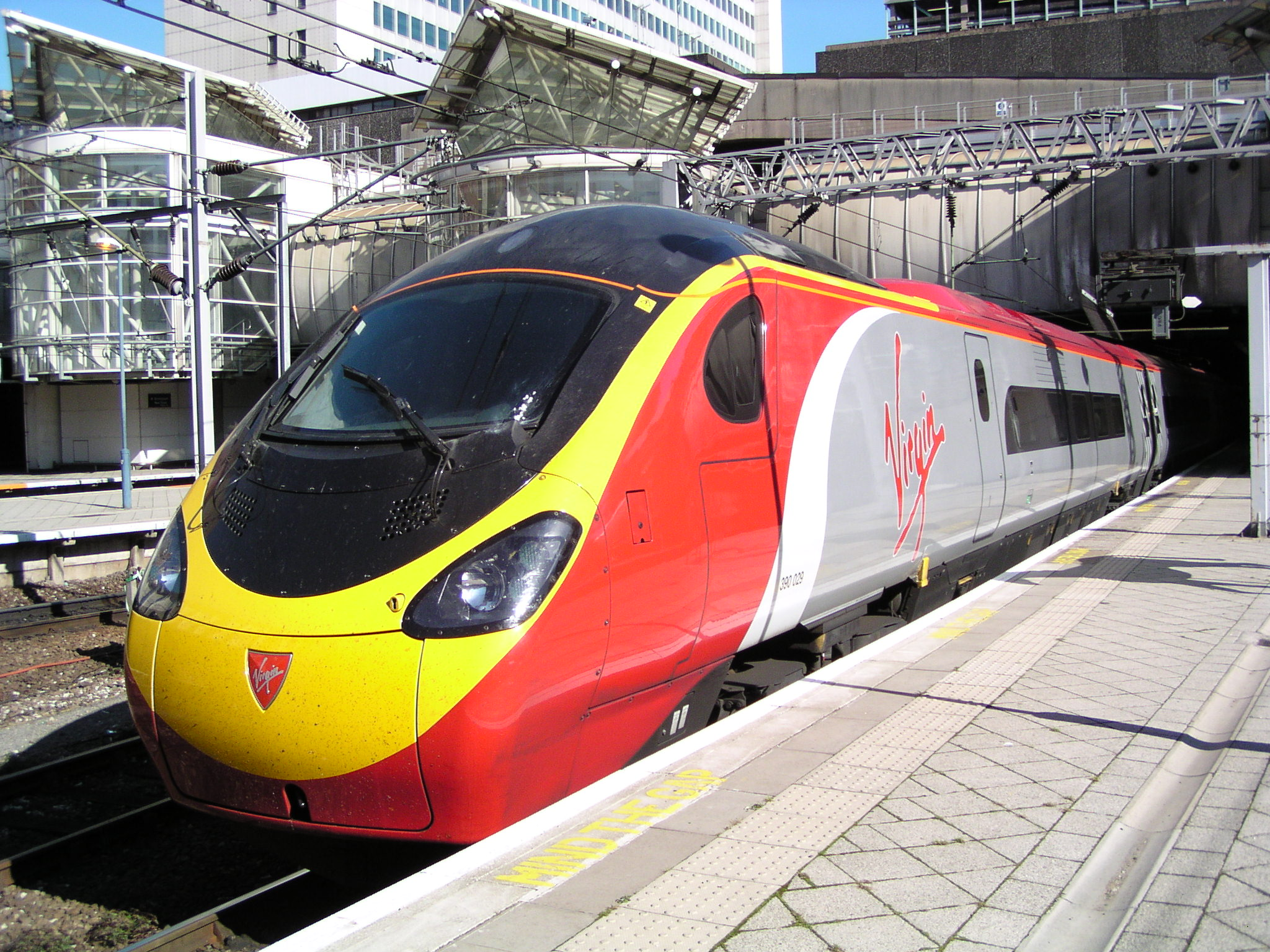
Un Pendolino Class 390 à Birmingham.

Virgin Trains a commandé une série de 60 Pendolino, les Voyager class 390 qui sont en exploitation sur la « West Coast Main Line » dont la société est concessionnaire au Royaume-Uni.

### Espagne
En 1998, la Renfe commande dix exemplaires d'une rame dérivée de l'ETR 470, l'ETR 490 pour une utilisation grande vitesse Alaris sur la ligne Madrid - Valence.

### Pologne

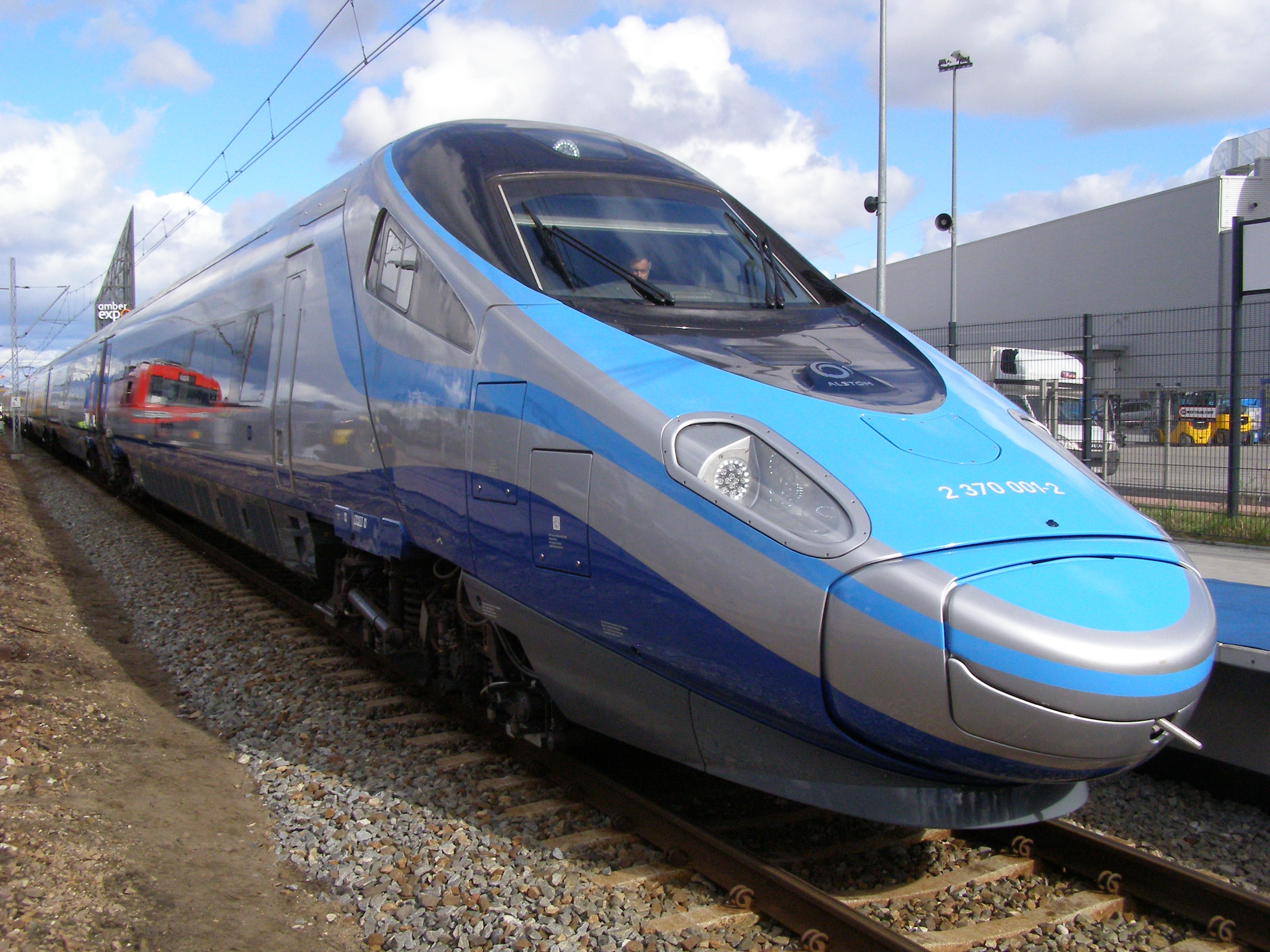
PKP ED250.

Les PKP ont commandé en 2011 20 rames à sept caisses pouvant circuler à 250 km/h et transporter 400 passagers. Ces rames ont été mises en service le 14 décembre 2014. Elles effectuent les liaisons Varsovie – Gdańsk et Varsovie – Cracovie/Katowice depuis fin 2014,

### Portugal
Le service Alfa Pendular est dérivé du ETR 480 et mis en service à partir de 1998. Il parcourt l'axe nord-sud entre Braga et Faro en passant par les principales villes du pays.

### Slovénie

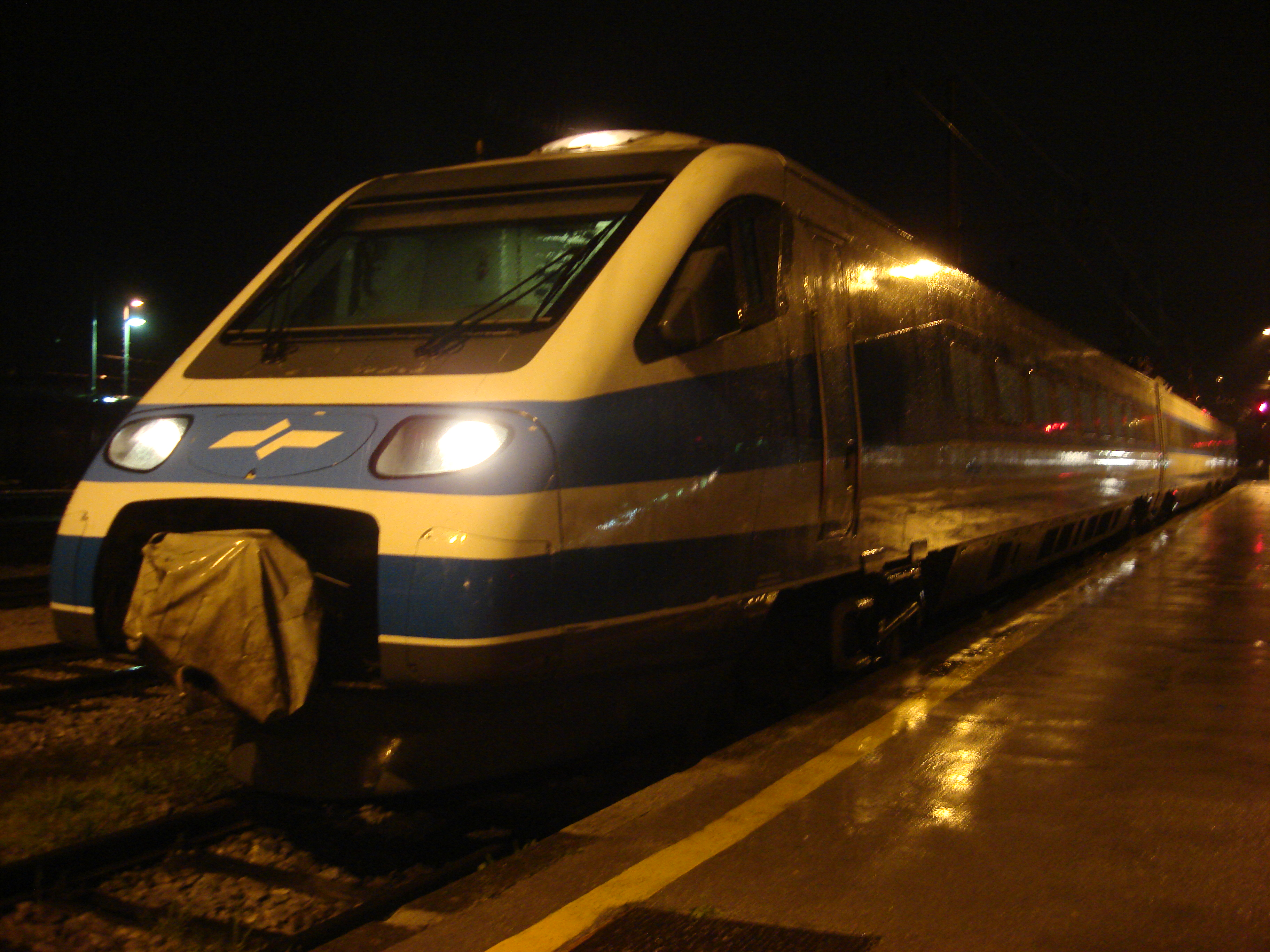
Rame Pendolino à Ljubljana.

Les SŽ disposent de trois rames de type Pendolino semblables aux ETR 460 d'Italie à trois caisses assurant surtout les prestigieux services InterCity Slovenija (i.C.S.), entre Ljubljana et Maribor. Ces trains circulent jusqu'à 160 km/h en service commercial pour une vitesse maximale de 200 km/h.